# هاري ر. شيبارد
هاري ر. شيبارد (بالإنجليزية: Harry R. Sheppard)‏ هو سياسي أمريكي، ولد في 10 يناير 1885 في الولايات المتحدة، وتوفي في 28 أبريل 1969 في نفس البلد. حزبياً، نشط في الحزب الديمقراطي. وقد انتخب عضو مجلس النواب الأمريكي.